# یوهان اسوردروپ
یوهان اسوردروپ (انگلیسی: Johan Sverdrup; ۳۰ ژوئیهٔ ۱۸۱۶ – ۱۷ فوریهٔ ۱۸۹۲) سیاستمدار، روزنامه‌نگار، و وکیل اهل نروژ بود.

## موقعیت‌های شغلی و سیاسی
یوهان اسوردروپ، اولین سیاستمدار تمام وقت نروژ بود و به عنوان یک استراتژیست و یک سخنران توانا شناخته می‌شد. وی در طول فعالیت سیاسی و حرفه ای خود به مقامات بالایی رسید و موقعیت‌های مهمی به دست آورد. اسوردروپ، در سال ۱۸۴۱م، در رشته حقوق فارغ‌التحصیل شد و سپس مدتی در لارویک، مشغول وکالت بود. در سال ۱۸۵۷م، ریاست یکی از بانک‌های دولتی نروژ به وی واگذار شد. اسوردروپ، بین سالهای ۱۸۶۰ تا ۱۸۸۱م، به عنوان حسابرس دولت نروژ، اشتغال داشت و بین سالهای ۱۸۷۶ تا ۱۸۷۸م، سردبیر یکی از مهمترین روزنامه‌های نروژ، یعنی وردنس گانگ، بود. بین سالهای ۱۸۵۱ تا ۱۸۵۸م، وی در مجلس ملی نروژ به عنوان نماینده لارویک و ساندفیورد حضور داشت و سپس تا سال ۱۸۸۵ به نمایندگی از مردم آکرهوس در مجلس حضور پیدا کرد و از سال ۱۸۶۲ تا ۱۸۶۹م، رئیس بزرگترین و مهمترین بخش، از دو بخش  مجلس ملی نروژ، طبق تقسیمات آن زمان بود.
 یوهان اسوردروپ، بین سالهای ۱۸۷۱ تا ۱۸۸۴م، رئیس کل  مجلس؛ و در دو دوره، بین سالهای ۱۸۸۴ تا ۱۸۸۹م، نخست‌وزیر نروژ بود. همچنین وی در دوره ۱۸۸۴–۱۸۸۵م، سرپرستی وزارت نیروی دریایی نروژ، در سال ۱۸۸۵م، وزارت ارتش نروژ و بین سالهای ۱۸۸۵ تا ۱۸۸۹م، وزارت تازه تأسیس دفاع نروژ را بر عهده داشت.

از سال ۱۸۵۱م، اسوردروپ، به عنوان یک پشتیبان و مروج فعال جناح لیبرال در مجلس ملی نروژ مطرح شد و نظرها را به خود جلب کرد. وی همراه با سورن جابیک موفق شد حمایت ۴۵ نماینده  مجلس را برای پایه‌گذاری یک نهاد مطبوعاتی متعلق به جنبش لیبرال، جلب کرده و برای اجرای برنامه این نهاد، از این نمایندگان امضاء دریافت کند. همچنین وی در دهه ۱۸۶۰م، به‌طور فعال در جلسات باشگاه لیبرال‌ها که نیروهای مخالف در مجلس ملی نروژ را سازماندهی می‌کرد شرکت داشت.

در سال ۱۸۷۳م، شایعاتی وجود داشت مبنی بر اینکه یوهان اسوردروپ، به همراه بیورنستیرنه بیورنسون و فردریک بتزمن، که سردبیر روزنامه داگبلاده بود، دسته‌بندی کرده و یک مبارزه انتخاباتی را قبل از انتخابات مجلس به راه انداخته‌است. همان سال، روزنامه وردنس گانگ از اسوردروپ، به عنوان رهبر یاد کرد. ابتدا در سال ۱۸۷۳، سورن جابیک، رهبر جنبش دهقانان، با رهبری اسوردروپ، به مخالفت برخاست اما بعد در سال ۱۸۷۵م، از وی حمایت قابل توجهی کرد و تلاش نمود تا اسوردروپ، به عنوان رهبر جناح  چپ تثبیت شود. از اوایل دهه ۱۸۷۰م، اصطلاح چپ و راست به ترتیب برای اشاره به سیاستمداران لیبرال و محافظه کار وجود داشت. این اصطلاح در درجه اول در مورد اپوزیسیون و جناح محافظه کار در مجلس به کار می‌رفت. با این حال برای یک مدت طولانی، «چپ» و «راست» دو جنبش بی سازمان بودند.

یوهان اسوردروپ، بیش از دیگران، مشتاق سازماندهی جنبش چپ در یک حزب سیاسی نبود. اما در عمل در ژانویه ۱۸۸۴م، بعد از تشکیل حزب لیبرال ونستره که از نظر لغوی معنی چپ می‌دهد، وی به عنوان اولین رئیس حزب ونستره انتخاب شد. در تابستان همان سال وظیفه تشکیل دولت نیز به او محول شد. به این ترتیب حزب ونستره هم یک دولت ملی و هم یک مجلس ملی و در نتیجه ارگان‌های مرکزی نروژ را به دست آورد.